# 50 Words for Snow
50 Words for Snow ist das zehnte Studioalbum (und neunte mit neuem Material) der englischen Sängerin und Komponistin Kate Bush. Das Album enthält sieben Stücke und wurde 2011 unter Kate Bushs eigenem Plattenlabel Fish People veröffentlicht. 50 Words for Snow ist als Konzeptalbum einzuordnen, dessen winterliches Grundthema verschiedene Geschichten rund um Schnee verbindet.

## Besetzung
Alle Titel des Albums wurden von Kate Bush geschrieben. Ebenso lag die Produktion federführend in ihren Händen. Verschiedene Gastmusiker sind auf 50 Words for Snow versammelt. Das erste Stück, Snowflake, wird in der ersten Stimme von Kate Bushs damals 12-jährigem Sohn Albert McIntosh ("Bertie") gesungen, Kate Bush begleitet. Steve Gadd steuert auf allen Stücken die Schlagzeugaufnahmen bei. Das Lied Snowed In at Wheeler Street ist ein Duett mit Elton John, mit dem Bush bereits früher zusammengearbeitet hat.
Das titelgebende Stück 50 Words for Snow ist eine musikalisch untermalte Rezitation von Synonymen für das Wort Schnee, die vom englischen Schauspieler Stephen Fry vorgetragen werden.

## Titelliste
1. Snowflake – 9:48
2. Lake Tahoe – 11:08
3. Misty – 13:32
4. Wild Man – 7:17
5. Snowed In at Wheeler Street – 8:05
6. 50 Words for Snow – 8:31
7. Among Angels – 6:49

## Rezeption
Die Frankfurter Allgemeine Zeitung stellte 50 Words for Snow bei Erscheinen als CD der Woche vor. Dort wurde es als "tiefsinniges" und "intelligentes" Konzeptalbum gelobt. Den Umstand, dass die Stücke des Albums mit sieben bis dreizehn Minuten sehr lang und sparsam mit Rhythmus ausgestaltet sind, kommentierte das Musikmagazin Rolling Stone mit der Behauptung, die Lieder auf 50 Words for Snow seien gar keine. Kritisiert wird das verhältnismäßig eingängige Duett mit Elton John, das hier als Beleg für die These präsentiert wird, Kate Bush sei mit diesem Album dann am besten, wenn sie sich entsprechend weit von den Konventionen der Popmusik entfernt. In Band 1 seiner Buchreihe Rock vergibt das Magazin eclipsed für das Werk die zweithöchste Kategorie Pflichtkauf. Das Album landet in der Gesamtschau aller Kate Bush Alben in dieser Publikation auf Platz 5.